# Couleurs nationales de l'Australie

Armoiries de l'Australie

Les couleurs nationales de l'Australie sont le vert et l'or. Elles ont été établies par le gouverneur général d'Australie, Sir Ninian Stephen, le 19 avril 1984, sur les conseils du Premier ministre Bob Hawke.
La couleur dorée représente l'acacia, et plus précisément le mimosa doré (acacia pycnantha), devenue fleur nationale officielle de l'Australie en 1988. Les uniformes des équipes sportives nationales australiennes sont généralement verts et or. La fleur d'or d'accostage, et les couleurs vertes et or, sont également présentes sur les armoiries de l'Australie .
Avant 1984, trois combinaisons de couleurs représentaient officieusement l'Australie:
- rouge, blanc et bleu,
- bleu et or
- vert et or.

Selon le gouvernement australien, « le vert et l'or ont été popularisés comme les couleurs sportives nationales de l'Australie » depuis la fin des années 1800[réf. nécessaire]. Presque toutes les équipes sportives nationales australiennes actuelles les portent (bien que les teintes et les proportions des couleurs puissent varier entre les équipes et d'une époque à l'autre). 

## Galerie: utilisation de couleurs nationales dans le sport

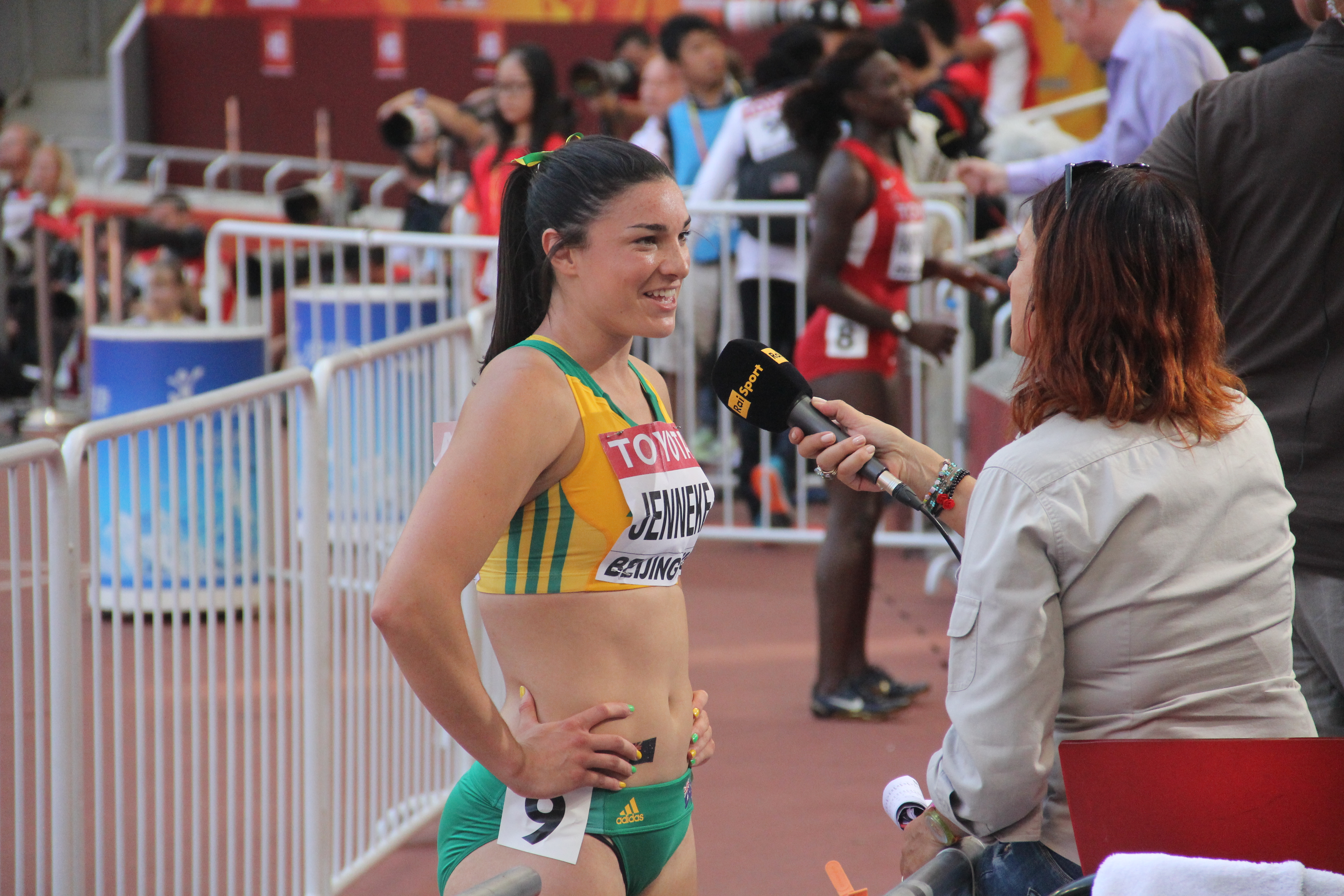
Athlétisme (Michelle Jenneke).
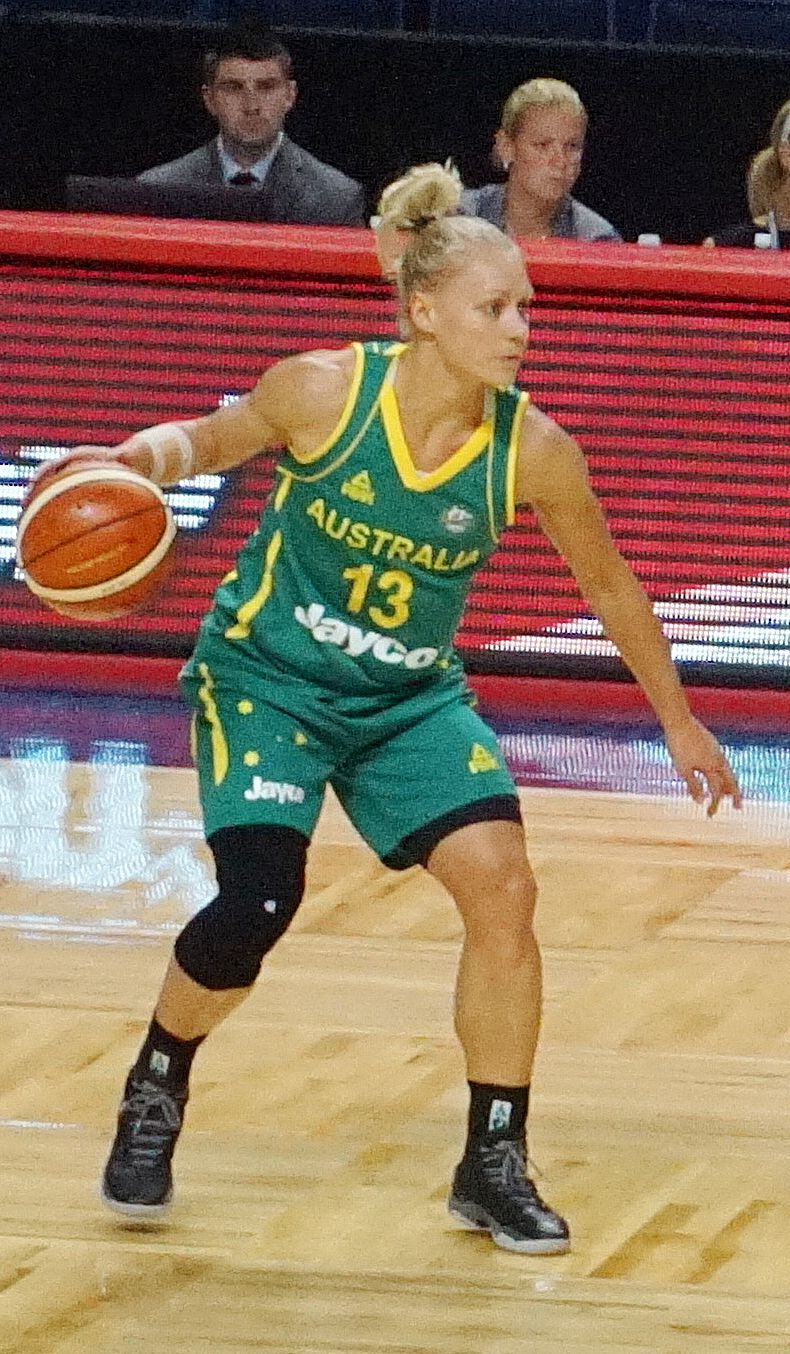
Basket-ball (Erin Phillips).
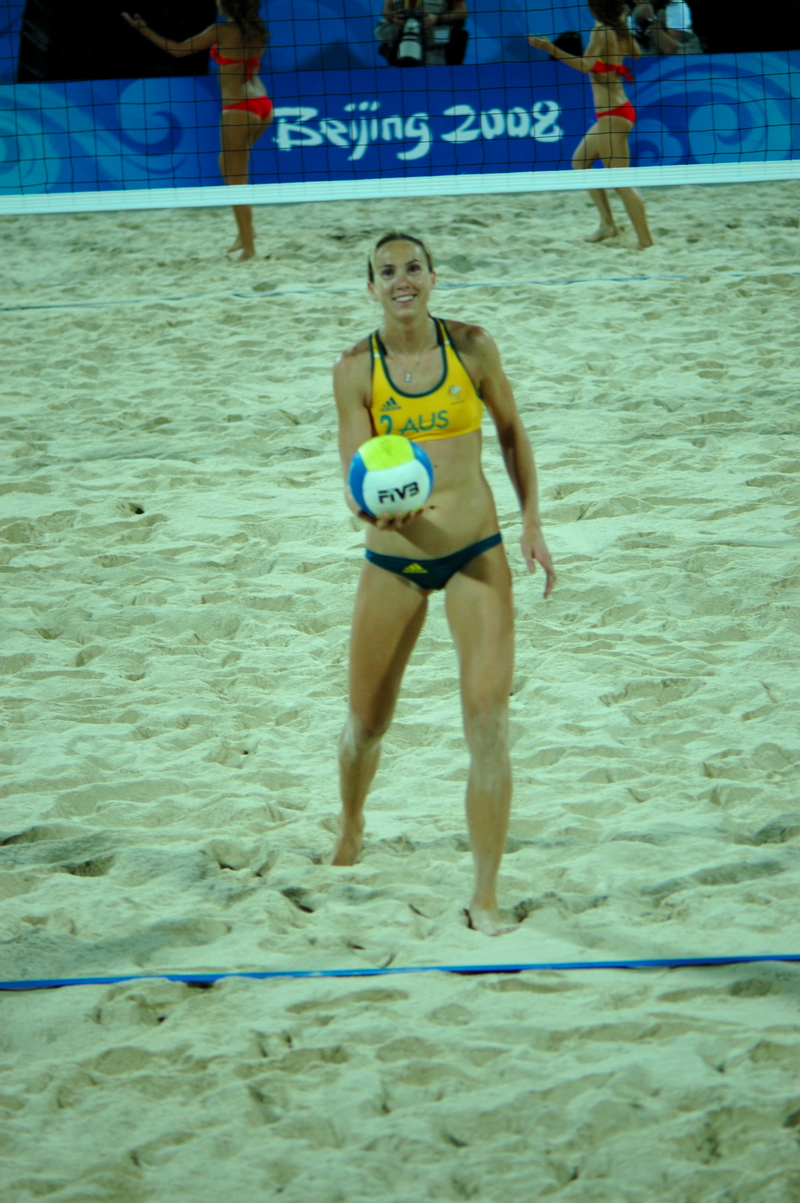
Beach-volley (Tamsin Barnett (en)).
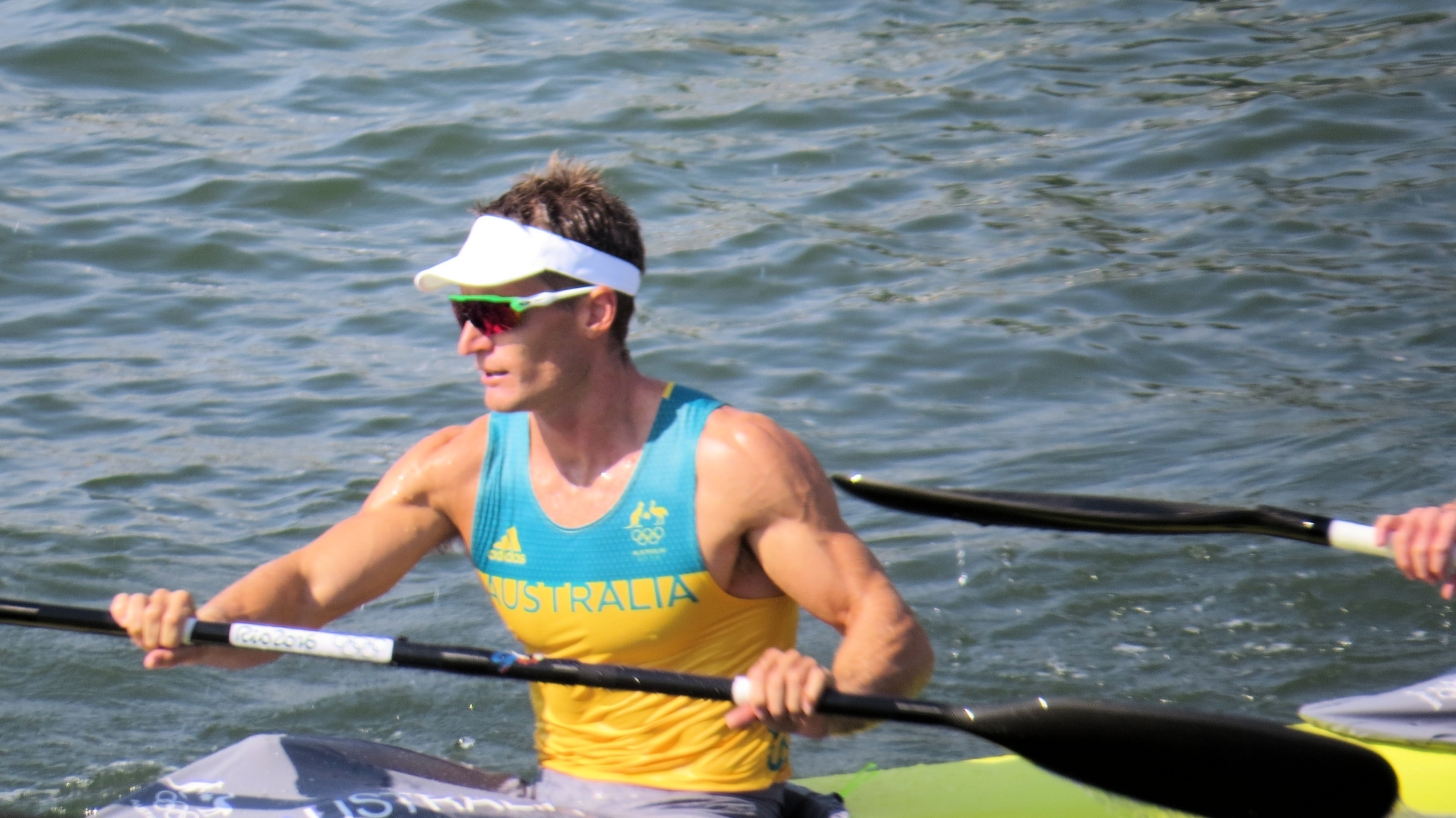
Canoë (Ken Wallace).
Cricket (Ricky Ponting).
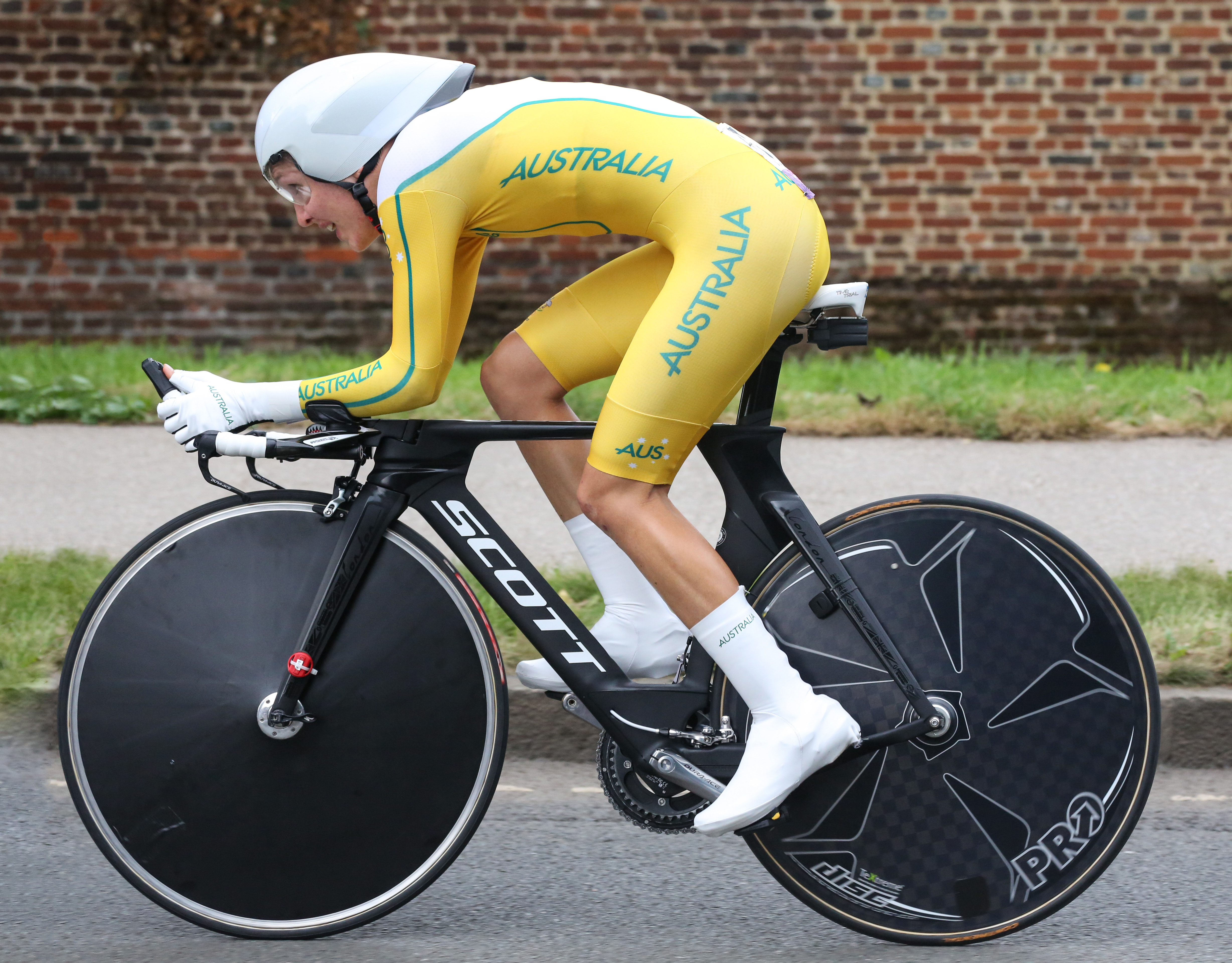
Cyclisme (Shara Gillow).
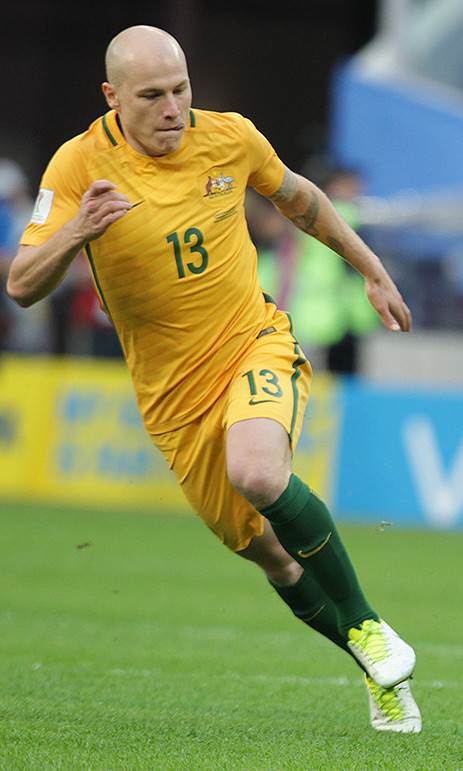
Football (Aaron Mooy).
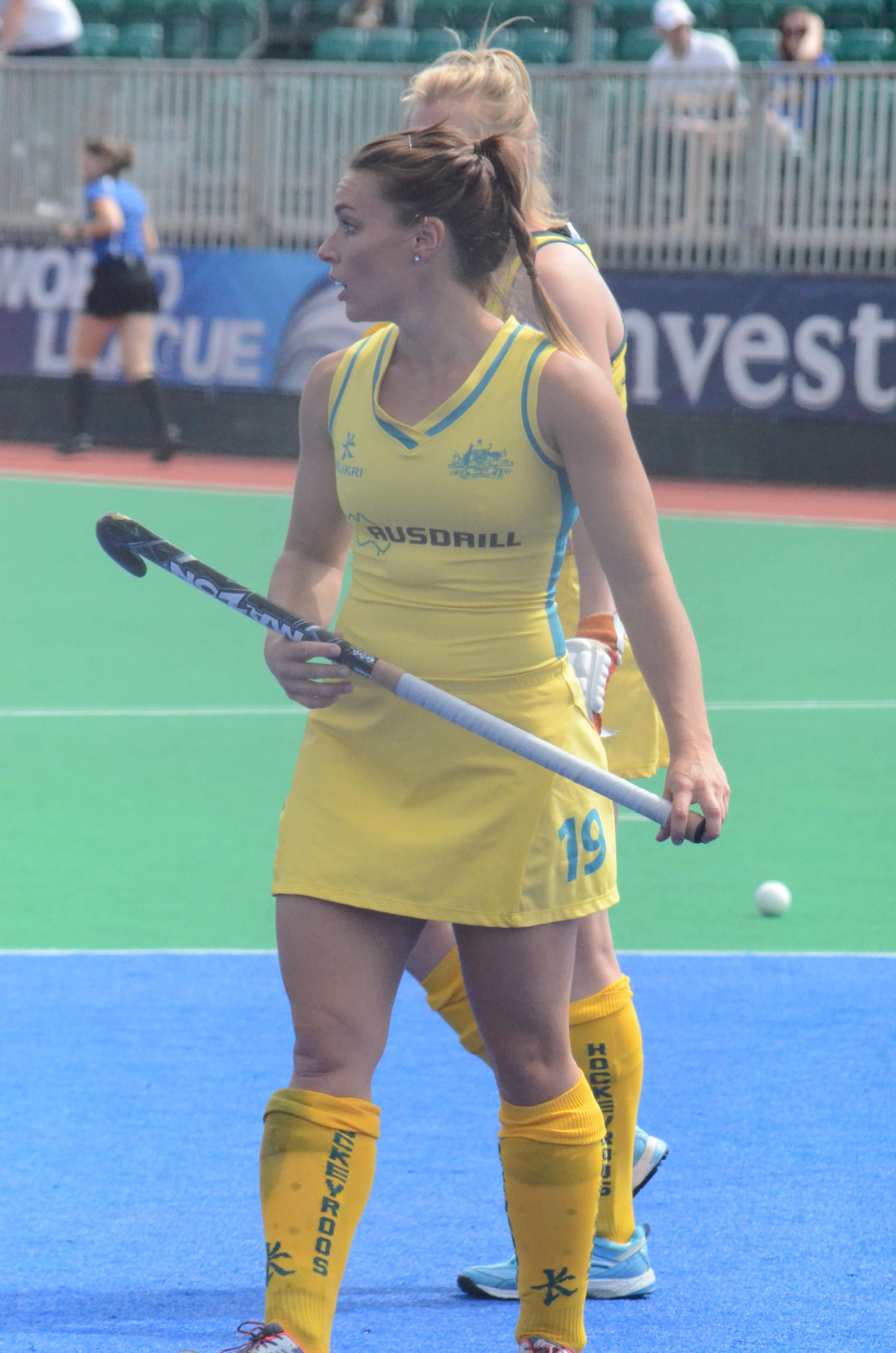
Hockey sur gazon (Jane Claxton).
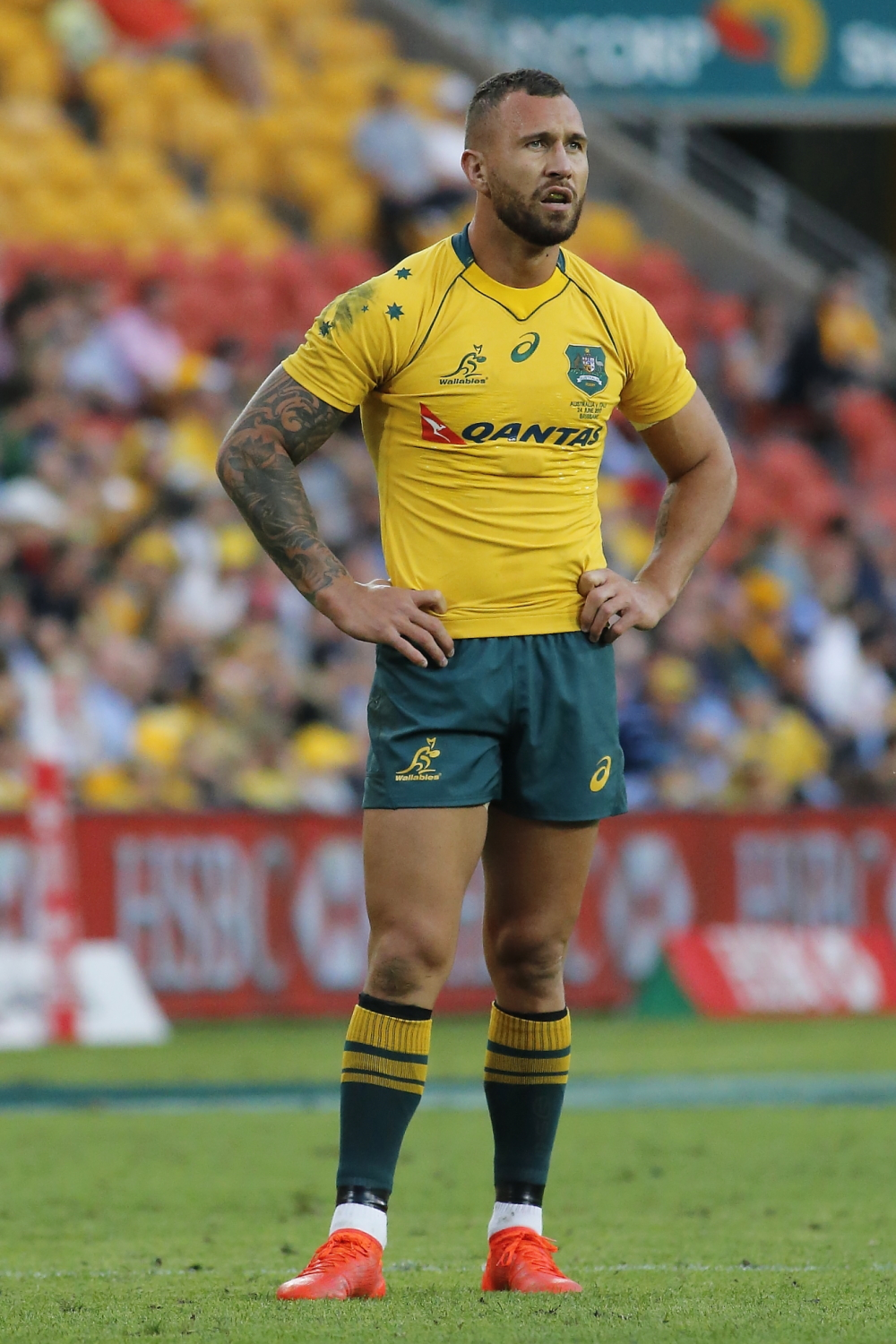
Rugby à XV (Quade Cooper).
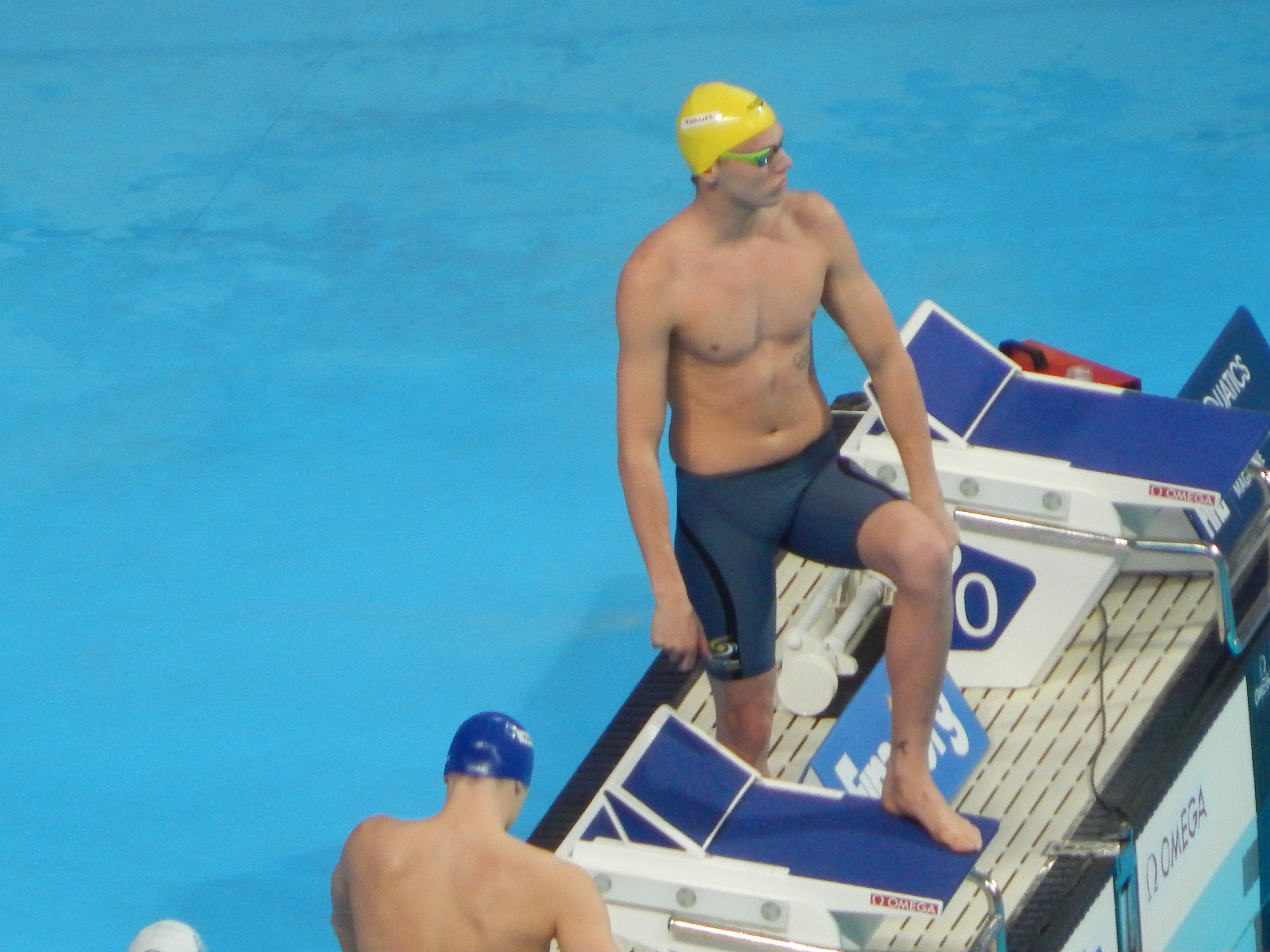
Natation (Thomas Fraser-Holmes).
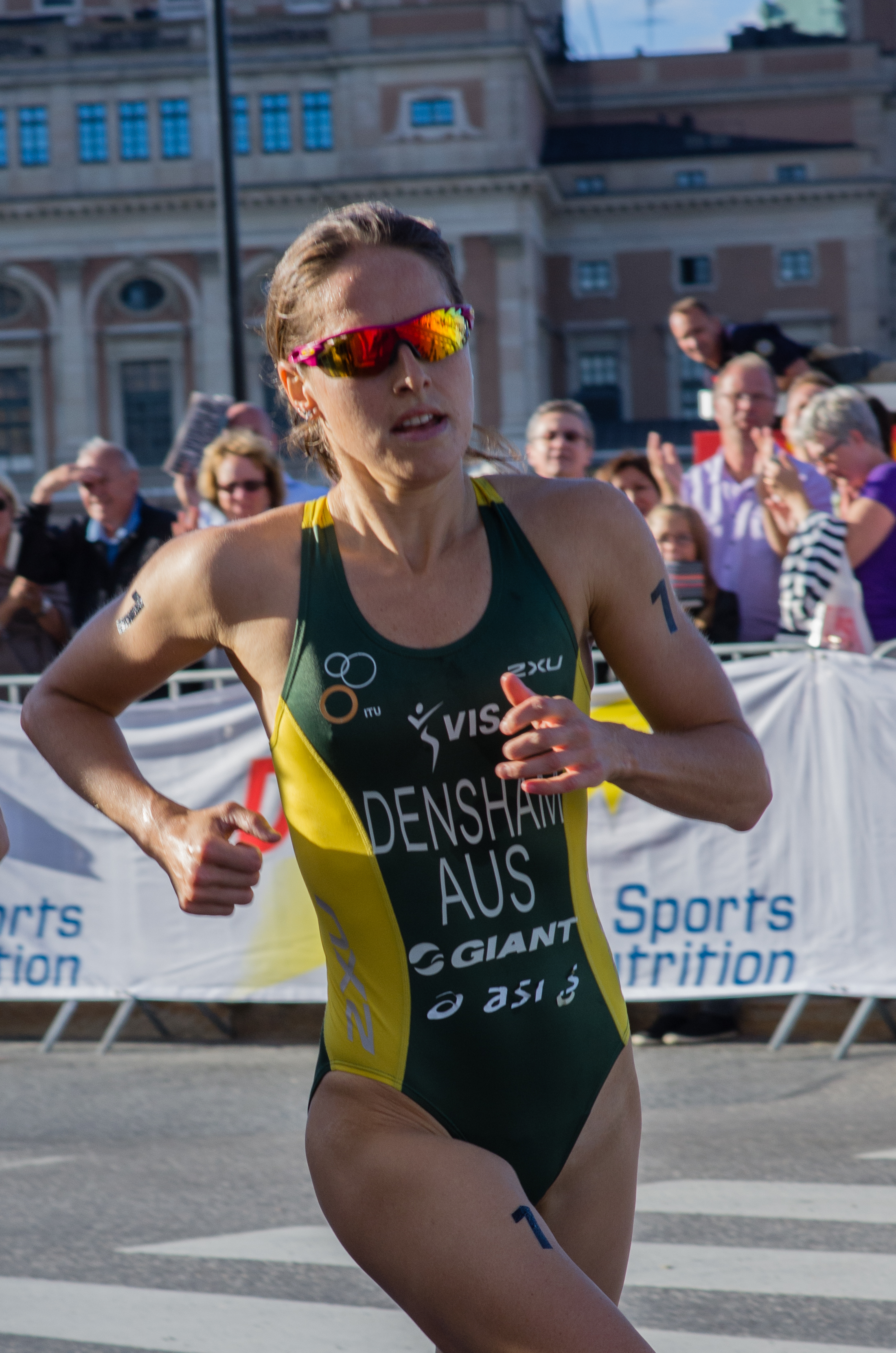
Triathlon (Erin Densham).
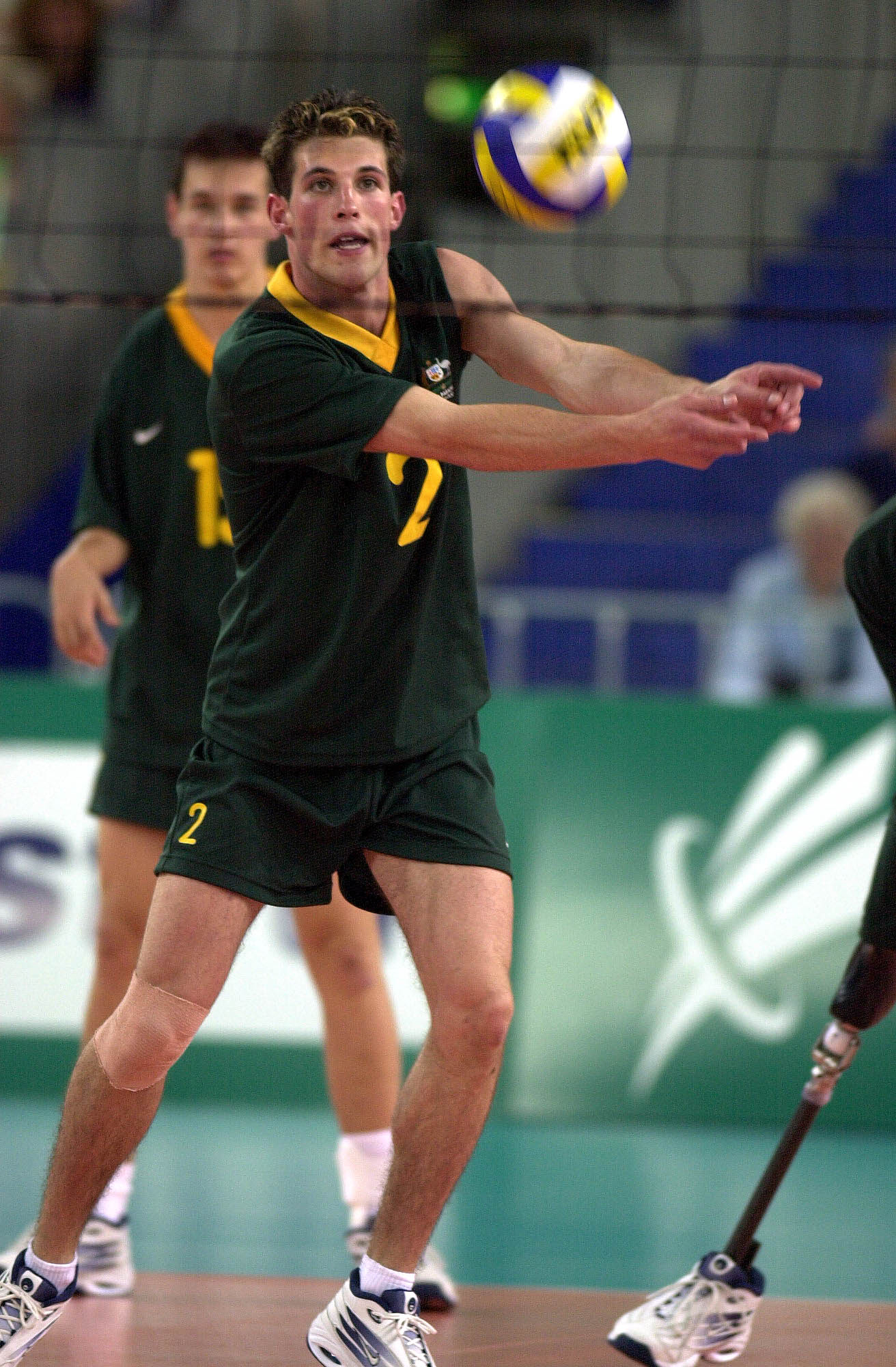
Volley-ball (Steve Neal).